# Днестровец (мини-футбольный клуб)
«Днестровец» — бывший украинский мини-футбольный клуб из Белгород-Днестровского, участник первого чемпионата УССР по мини-футболу.
В 1990 году проходит первый чемпионат УССР по мини-футболу, в котором принимает участие пять команд, включая «Днестровец». Победителем за явным преимуществом становится днепропетровский «Механизатор», «Днестровец» же не входит даже в тройку.
С 31 января по 3 февраля 1991 года в спорткомплексе «Юбилейный» в Жёлтых Водах проходит зональный турнир в рамках II всесоюзного турнира «Молодёжь Украины». Всего в Жёлтых Водах играло девять команд, включая «Днестровец». На предварительном этапе белгород-днестровская команда попала в группу «Б» вместе с «Авангардом» (Жёлтые Воды), «Импульсом» (Запорожье) и «Автосборщиком» (Луганск). «Днестровец» набирает три очка (победа и ничья) и с разницей мячей 8-5 покидает турнир, заняв третье место в группе.